# Organisation Spéciale
Als Organisation Spéciale (arabisch المنظّمة الخاصّة, DMG al-Munaẓẓama al-Ḥāṣṣa) bezeichnete sich eine paramilitärische Organisation algerischer Nationalisten in Französisch-Algerien. Sie bestand von 1947 bis 1950.

## Geschichte
Die Organisation Spéciale wurde als paramilitärische Unterorganisation der Partei von Messali Hadj, des MTLD gegründet. Messali Hadj selbst schuf die Organisation auf Drängen von jüngeren Parteimitgliedern. Eine treibende Kraft hinter der Gründung der OS war Hocine Aït Ahmed, der sie gegenüber Messali auf einem geheimen Parteikongress in Algier am 15. Februar 1947 durchsetzte.
Ein weiterer innerhalb der Partei prominenter Proponent und Planer der OS war der spätere Staatspräsident Algeriens Ahmed Ben Bella. Messali selbst sah politische Massenaktionen und Wahlen als erfolgversprechenderen Weg zur Unabhängigkeit von Frankreich. Die Organisation umfasste etwa 1.000 bis 1.500 Mitglieder. Die OS versuchte mit Raubüberfällen an Geld zu kommen. 1949 erbeutete die Organisation durch einen Überfall auf die Hauptpost in Oran 3 Millionen Francs. Die französischen Behörden konnten durch die Festnahme von 363 Mitgliedern die Organisation bis 1950 zerschlagen. Die Organisation Spéciale rekrutierte bevorzugt junge, bisher eher unpolitisierte Männer um die bestehenden offiziellen Netzwerke der Partei nicht zu kompromittieren.
Viele Mitglieder der OS fanden sich später in der Front de Libération Nationale wieder. Ein Großteil des Führungspersonals der FLN war vorher in der OS tätig.